# Supercoppa italiana (hockey in-line)
La Supercoppa italiana di hockey in-line è una competizione italiana di hockey in-line, istituita nel 2003.
La manifestazione si svolge a cadenza annuale, al principio della stagione sportiva.

## Formula
Il trofeo si disputa generalmente in gara unica fra la squadra campione d'Italia in carica e il sodalizio detentore della Coppa Italia; l'incontro aveva luogo di norma sulla pista di casa della compagine vincitrice dello scudetto. 
Qualora una formazione conseguisse un double, ovvero conquistasse ambedue le principali competizioni nazionali, il regolamento prevedeva che a contendersi il trofeo fossero la società vincitrice della Serie A e la finalista perdente della Coppa Italia.
A causa della pandemia di COVID-19, nel 2020 il trofeo non fu aggiudicato.
Le squadre più titolate sono il Milano con 10 vittorie a seguire l'Asiago con 8 titoli.

## Albo d'oro
| Stagione   | Data                   | Vincitore (numero vittorie) | Finalista perdente     | Risultato              | Sede della finale/i    |                        |
| ---------- | ---------------------- | --------------------------- | ---------------------- | ---------------------- | ---------------------- | ---------------------- |
| 2003 (1ª)  | 22 novembre            | Asiago Vipers (1º)          | Ghosts Padova          | 5-4                    | Padova                 |                        |
| 2004 (2ª)  | 25 settembre           | Asiago Vipers (2º)          | Lions Arezzo           | 2-1                    | Vicenza                |                        |
| 2005 (3ª)  | 25 settembre           | Asiago Vipers (3º)          | Milano 17 RAMS         | 5-4                    | Vicenza                |                        |
| 2006 (4ª)  | 6 novembre             | Asiago Vipers (4º)          | Ghosts Padova          | 4-1                    | Padova                 |                        |
| 2007 (5ª)  | 25 settembre           | Asiago Vipers (5º)          | Edera Trieste          | 10-4                   | Sandrigo               |                        |
| 2008 (6ª)  |                        | Edera Trieste (1º)          | Asiago Vipers          | 4-3                    | Cittadella             |                        |
| 2009 (7ª)  | 7 settembre            | Asiago Vipers (6º)          | Diavoli Vicenza        | 7-5                    | Asiago                 |                        |
| 2010 (8ª)  | 4 settembre            | Asiago Vipers (7º)          | Edera Trieste          | 8-6                    | Asiago                 |                        |
| 2011 (9ª)  | 17 settembre           | Edera Trieste (2º)          | Milano Quanta          | 10-3                   | Trieste                |                        |
| 2012 (10ª) | 12 ottobre             | Milano Quanta (1º)          | Asiago Vipers          | 6-5                    | Milano                 |                        |
| 2013 (11ª) | 12 ottobre             | Milano Quanta (2º)          | Cittadella             | 3-1                    | Milano                 |                        |
| 2014 (12ª) | 4 ottobre              | Milano Quanta (3º)          | Monleale               | 6-5 (dts)              | Milano                 |                        |
| 2015 (13ª) | 31 ottobre             | Cittadella (1º)             | Milano Quanta          | 8-5                    | Milano                 |                        |
| 2016 (14ª) | 29 ottobre             | Milano Quanta (4º)          | CUS Verona             | 9-0                    | Milano                 |                        |
| 2017 (15ª) | 7 ottobre              | Milano Quanta (5º)          | Cittadella             | 4-4 (dts) (1-0 dtr)    | Milano                 |                        |
| 2018 (16ª) | 6 ottobre              | Milano Quanta (6º)          | Cittadella             | 6-0                    | Milano                 |                        |
| 2019 (17ª) | 12 ottobre             | Milano Quanta (7º)          | Diavoli Vicenza        | 6-5                    | Milano                 |                        |
| 2020       | Edizione non disputata | Edizione non disputata      | Edizione non disputata | Edizione non disputata | Edizione non disputata | Edizione non disputata |
| 2021 (18ª) | 25 settembre           | Milano Quanta (8º)          | Diavoli Vicenza        | 4-3                    | Vicenza                |                        |
| 2022 (19ª) | 25 settembre           | Milano (9º)                 | Diavoli Vicenza        | 6-4                    | Milano                 |                        |
| 2023 (20ª) | 4 novembre             | Milano (10º)                | Asiago Vipers          | 5-4                    | Milano                 |                        |
| 2024 (21ª) | 2 novembre             | Asiago Vipers (8º)          | Milano                 | 5-3                    | Forlì                  |                        |

## Edizioni vinte e secondi posti per squadra
| Squadra         | Vittorie | Secondi posti | Anni vittorie                                              | Anni secondi posti     |
| --------------- | -------- | ------------- | ---------------------------------------------------------- | ---------------------- |
| Milano          | 10       | 3             | 2012, 2013, 2014, 2016, 2017, 2018, 2019, 2021, 2022, 2023 | 2011, 2015, 2024       |
| Asiago Vipers   | 8        | 3             | 2003, 2004, 2005, 2006, 2007, 2009, 2010, 2024             | 2008, 2012, 2023       |
| Edera Trieste   | 2        | 2             | 2008, 2011                                                 | 2007, 2010             |
| Cittadella      | 1        | 3             | 2015                                                       | 2013, 2017, 2018       |
| Diavoli Vicenza | 0        | 4             |                                                            | 2009, 2019, 2021, 2022 |
| Ghosts Padova   | 0        | 2             |                                                            | 2003, 2006             |
| Lions Arezzo    | 0        | 1             |                                                            | 2004                   |
| Milano 17 RAMS  | 0        | 1             |                                                            | 2005                   |
| Monleale        | 0        | 1             |                                                            | 2014                   |
| CUS Verona      | 0        | 1             |                                                            | 2016                   |

### Riepilogo vittorie per regione
| Regione               | Titoli | Squadre vincenti                  |
| --------------------- | ------ | --------------------------------- |
| Lombardia             | 10     | Milano (10)                       |
| Veneto                | 9      | Asiago Vipers (8), Cittadella (1) |
| Friuli-Venezia Giulia | 2      | Edera Trieste (2)                 |